# Prisman
Prisman, též Ladenburgův benzen, je polycyklický uhlovodík se vzorcem C6H6, méně stálý valenční izomer benzenu. Atomy uhlíku v jeho molekule vytváří šestiatomový trojboký hranol a činí z látky nejjednoduššího zástupce prismanů; tuto strukturu navrhl Albert Ladenburg jako možnou strukturu benzenu.

## Historie
Kolem poloviny 19. století bylo navrženo několik struktur benzenu odpovídajících jeho empirickému vzorci C6H6, zjištěnému spalnou analýzou. První struktura, kterou navrhl Friedrich August Kekulé von Stradonitz v roce 1865, se později ukázala jako nejbližší skutečné. Podle této struktury bylo vytvořeno několik dalších odpovídajících empirickému vzorci benzenu; například Albert Ladenburg navrhl prisman, James Dewar molekulu později známou jako Dewarův benzen, a Adolf Karl Ludwig Claus Clausův benzen; některé z těchto molekul byly posléze připraveny. Prisman, podobně jako další navržené struktury benzenu, byl nadále citován v článcích, jelikož se jednalo o součást snahy porozumět mezomerním a rezonančním strukturám benzenu. Rozdíly mezi možnými izomery C6H6 byly zkoumány výpočetními metodami.
První příprava prismanu byla uskutečněna roku 1973.

## Vlastnosti
Za pokojové teploty je prisman bezbarvou kapalinou. Nízké vazebné úhly (60° oproti obvyklým 109°) vyvolávají kruhové napětí, větší než u cyklopropanu; toto napětí způsobuje nízkou vazebnou energii a snadné štěpení vazeb (což je zdrojem výbušnosti); tepelný přesmyk prismanu na benzen je symetricky zakázaný. Molekula má o přibližně 370 kJ/mol nižší stabilitu než benzen, ale vysoká aktivační energie přeměny, přibližně 140 kJ/mol, způsobuje, že k ní za pokojové teploty nedochází.
Hexamethylovaný derivát prismanu je stálejší, lze jej připravit přesmykovou reakcí.

## Příprava

Příprava prismanu

Příprava prismanu začíná u benzvalenu (1), který v postupné reakci Dielsova-Alderova typu reaguje se silným dienofilem 4-fenyl-1,2,4-triazol-3,5-dionem (2) za vzniku karbokationtového meziproduktu, jenž vytvoří adukt (3), který je poté v zásaditém prostředí hydrolyzován a po reakci produktu hydrolýzy s chloridem měďnatým v kyselém prostředí a následné neutralizaci silnou zásadou se vytváří azosloučenina (5), kterou lze krystalizovat se 65% výtěžností; posledním krokem je fotolýza této azosloučeniny na biradikál, který se přeměňuje na prisman (6) a plynný dusík. Izolaci prismanu lze provést s využitím plynové chromatografie.